# Tacheta Zougagha
Tacheta Zougagha – miasto w Algierii, w prowincji Ajn ad-Dafla.